# Sal (plante)
Shorea robusta
Pour les articles homonymes, voir Sal et Sala.
Espèce
Statut de conservation UICN

 LC  : Préoccupation mineure
Le sal ou sāla (Shorea robusta Gaertn.) est une espèce de plantes à fleurs de la famille des Dipterocarpaceae. C'est un grand arbre originaire de l'Asie du Sud. Dans les zones les plus humides, le sal garde ses feuilles tout au long de l'année, tandis qu'il perd la plupart de celles-ci dans les zones plutôt sèches, entre les mois de février et avril, pour constituer un nouveau feuillage d'avril à mai. Il a une croissance plutôt lente et peut atteindre entre 30 et 35 m. On exploite à peu près toutes les parties : feuillage, fruits, bois, résine, etc.

## Description

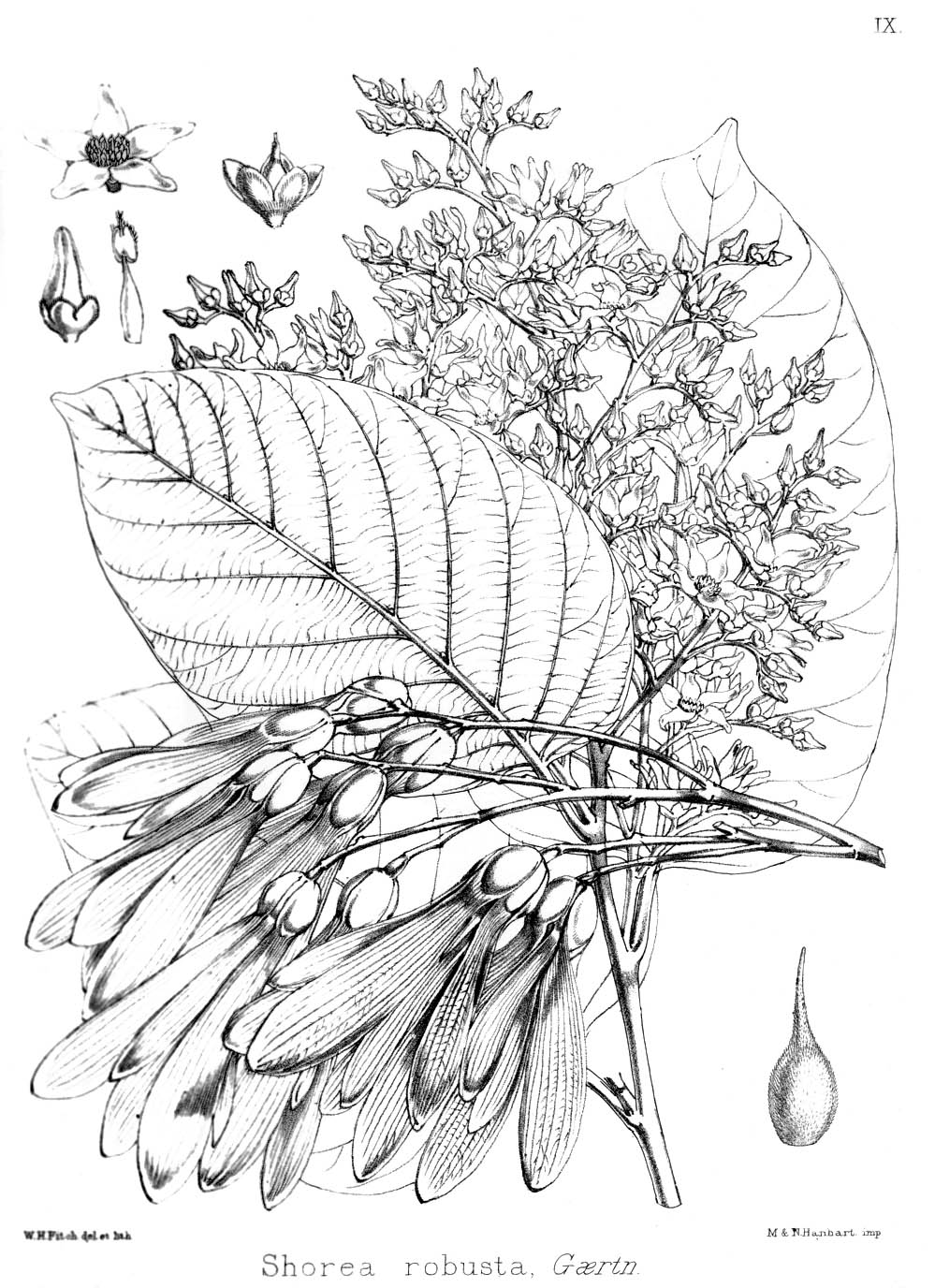
Planche botanique d'un ouvrage de 1874.
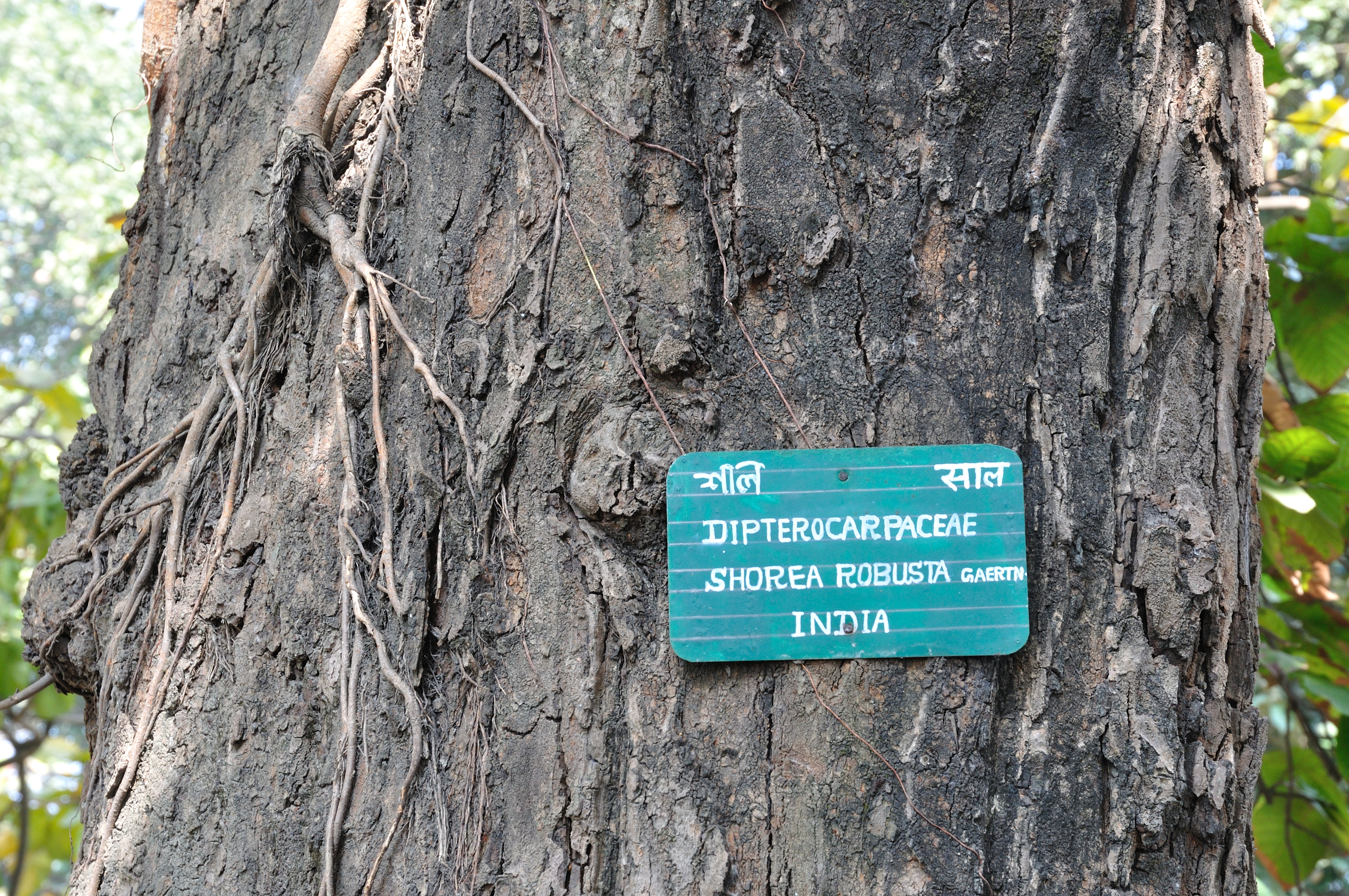
Détail du tronc, Jardin botanique indien, dans l'État du Bengale-Occidental, en Inde.
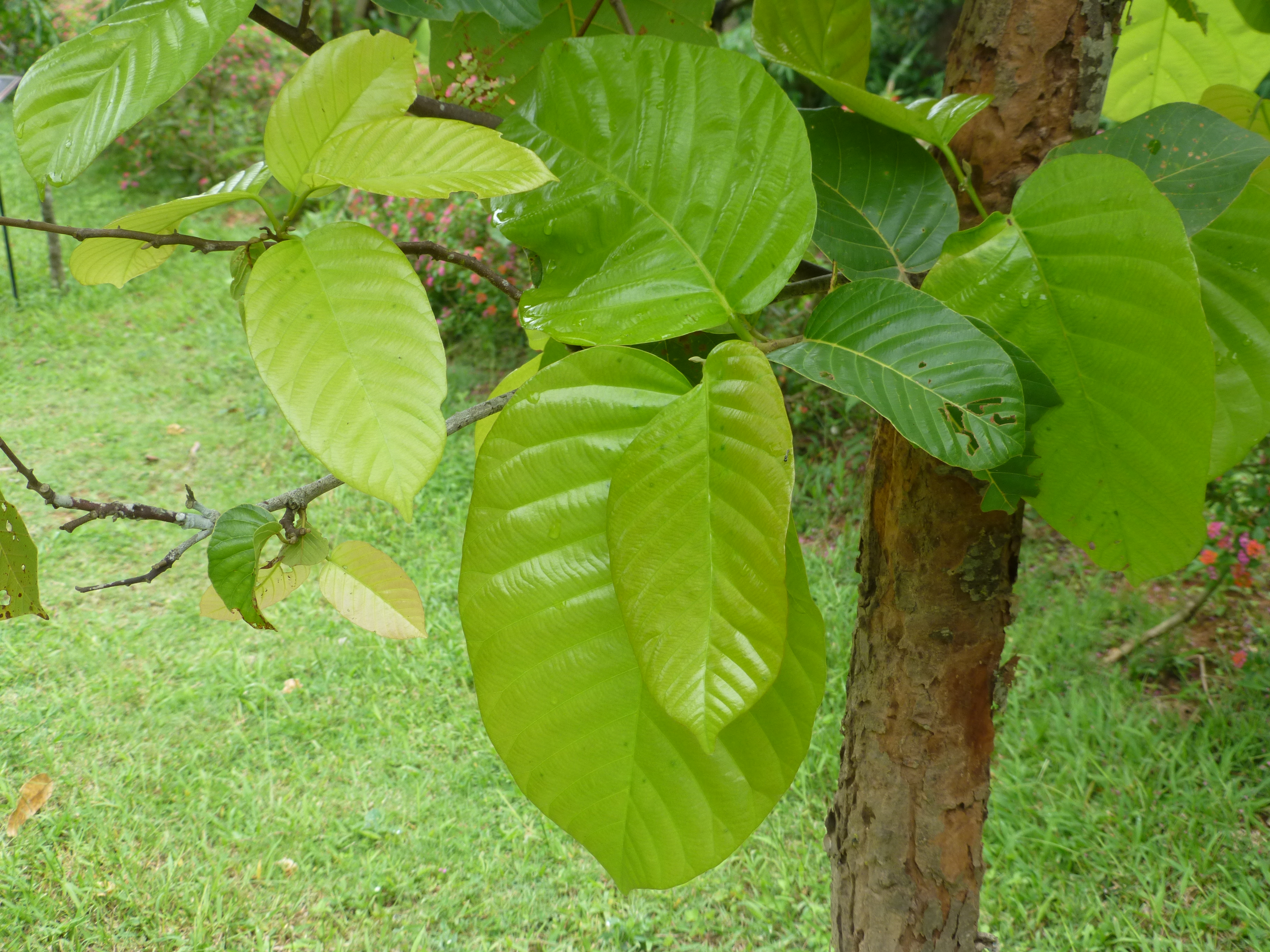
Feuillage, arbre cultivé dans le Jardin botanique de la reine Sirikit, en Thaïlande.
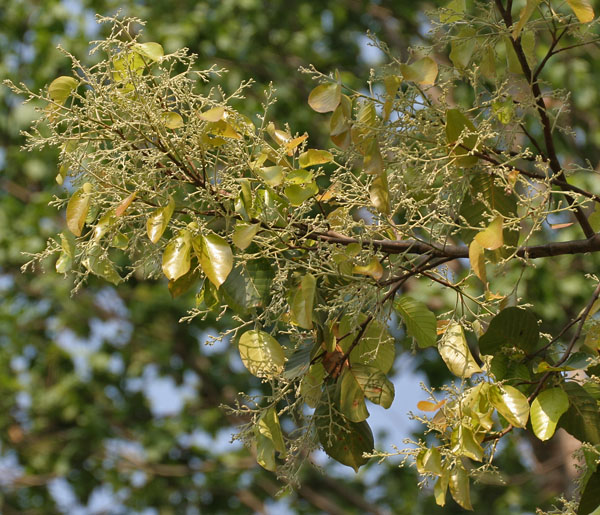
Jeunes feuilles et inflorescence en boutons, dans l'État du Bengale-Occidental, en Inde.
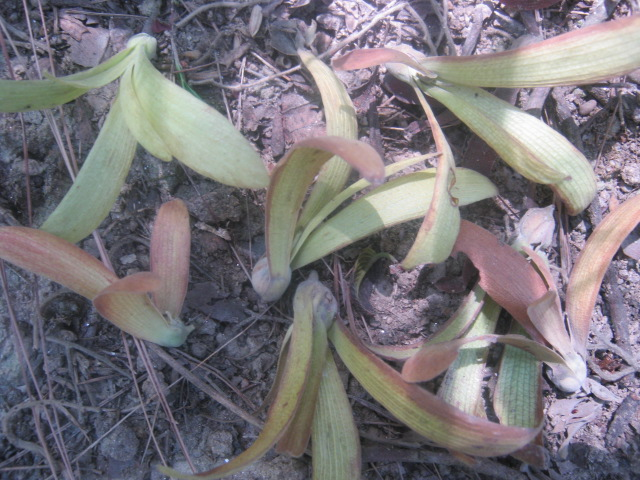
Fruits, au Népal.
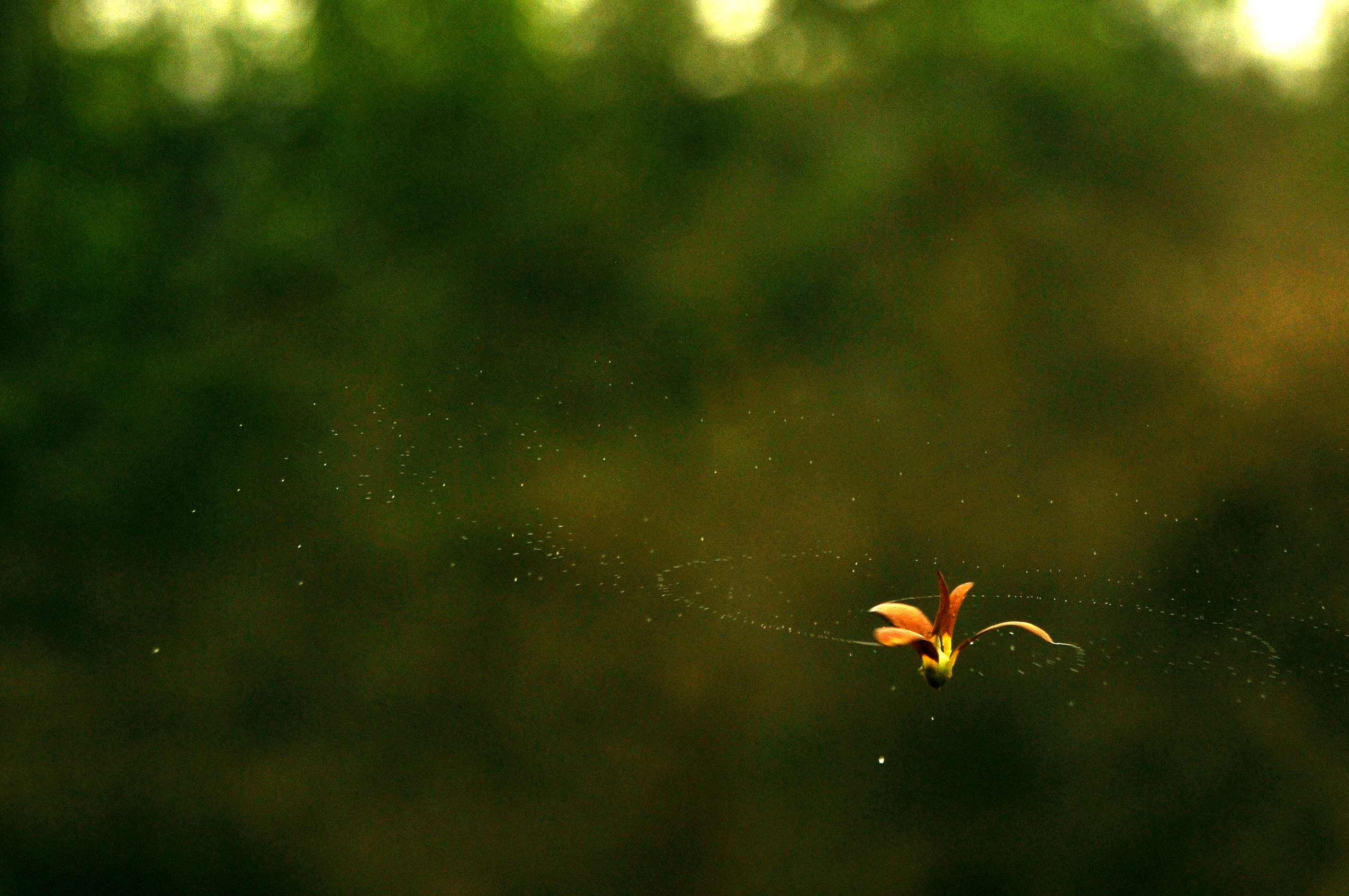
Dissémination des graines par rotation du fruit, en Inde.

## Répartition
On le trouve au sud de l'Himalaya, en Birmanie, au Bangladesh, en Inde et au Népal. En Inde, sa localisation s'étend de l'est de la Yamuna à l'Assam, au Bengale et au Jharkhand. On le trouve également dans les Ghāts orientaux. Dans ces régions, il constitue l'arbre le plus courant dans les forêts.

## Utilisation
La résine de sal est utilisée comme encens dans des cérémonies hindoues. On utilise ses graines et ses fruits comme source d'huile (pour les lampes) et de graisse végétale.
Le sal est un des bois de charpente ou de construction les plus utilisés en Inde, avec un grain grossier et une certaine dureté, une couleur claire fonçant lorsqu'elle est exposée. Le bois est résineux et durable, et n'est pas très adapté au polissage et à la menuiserie fine. La ramure sert de fourrage et permet de joncher le sol des étables ou des écuries. Les feuilles servent à la confection d'assiettes et de bols nommés Patravali (en).

## Aspects culturels
Dans le bouddhisme, le Bouddha Shakyamuni méditait dans un bois de sals près de Kusināgar au moment de son parinirvana (sa mort physique), et son corps aurait été recouvert de leurs fleurs.
Dans le jaïnisme, le culte des arbres est important et très ancien. Le Tirthankara Mahāvīra, une des figures majeures de cette religion a reçu l'illumination sous un sal. Il avait franchi une première étape de sa vie d'ascète sous un arbre d'Ashoka. Les croyants ayant atteint le nirvana et qui sont rentrés dans l'imagerie populaire sont souvent représentés sous un arbre, un sal par exemple.